# Håkan Börjesson
Håkan Börjesson, född 22 juli 1963, är en svensk före detta friidrottare (långdistanslöpare). Han tävlade för IF Hagen.